# Eyes on You
"Eyes On You" é o single de estreia para promover o álbum de estreia, Me Against Myself. Foi lançado a 21 de Junho de 2004. Conta com uma pequena colaboração dos Rishi Rich Project.

## Videoclipe
Foi o primeiro vídeo musical de Jay Sean. Teve uma positiva recepção pelos críticos e pela MTV, canal que transmitiu a estreia.

## Faixas e formatos
CD: 1
1. Eyes On You (Rádio Mix)
2. Me Against Myself (Jay Sean vs Jay Sean)

CD: 2
1. Eyes On You (Radio Mix)
2. Eyes On You (Vídeo Mix)
3. Eyes On You (Rishi Rich Club Mix)
4. Eyes On You (Drew Mix)
5. Dance With You (Laxman Remix)
6. Eyes On You (Vídeo)